# Gottfried Fritsch
Gottfried Fritsch, počeštěně Bohumír Fritsch, příp. Frič (2. února 1706 Stara Łomnica v Kladsku? – 6. října 1750 Tovačov) byl sochař a štukatér, působící na Moravě ve službách Petřvaldských nebo Rottalů. Patřil do skupiny sochařů hlásící se k barokně-klasicizujícímu odkazu díla Georga Raphaela Donnera.

## Počátky tvorby
Vyučil se asi kolem roku 1733 u významného rakouského sochaře Georga Raphaela Donnera, který si ho poté vybral jako schopného spolupracovníka. Donner nebyl učitelem vídeňské akademie, ale jeho dílny byly známé v Bratislavě i ve Vídni. Ochotně a rád přijímal umělce, kteří sdíleli jeho styl vidění výtvarného umění. Ovlivnily ho sbírky knížat Lichtenštejnů. Zde poznal nejen italské i francouzské umění, ale také antické památky. Vyučil se u Benedikta Richtera, který byl nejdříve zlatníkem, sochařem a pak medailérem. Od roku 1731 realizoval hodně zakázek v Bratislavě i Vídni, proto z důvodu časové tísně je nechal dokončit mladým tovaryšem Fritschem. Z bratislavských příkladů můžeme uvést mariánský oltář v trinitářském kostele (1736) nebo hlavní oltář u minoritů (1737). 
	Při práci na svých zakázkách na Moravě obdivoval Fritsch díla Itala Baldasara Fontany, známého štukatéra, ovlivněného berniniovským sochařstvím. Jeho realizace můžeme znát z arcibiskupského zámku v Kroměříži (1691–1693), výzdoby kostela sv. Michala v Olomouci (před 1706), zámku v Šebetově (1694) a dalších realizací. Tyto práce udělaly na Fritsche dojem a hlavně se pro něj staly inspirací a vzorem. 

## Ve společnosti významných mecenášů

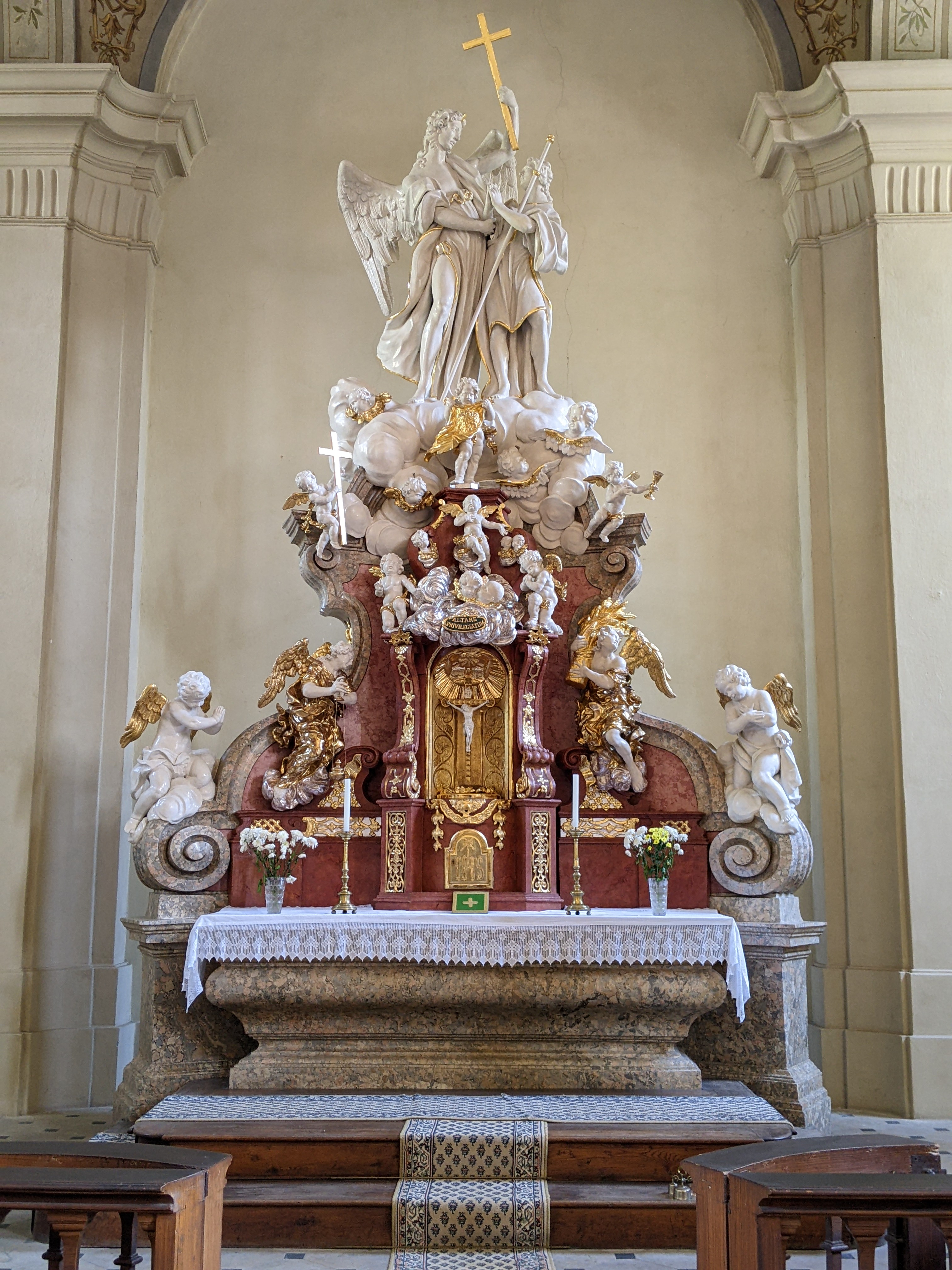
Hlavní oltář, Kostelec nad Černými lesy

První samostatná Fritschova práce byla v paulánském kostele Narození Panny Marie ve Vranově u Brna. Donátorkou zde byla Marie Terezie z Lichtenštejna, kněžna Savojská. Zde obdržel od Donnera skici a návrhy a celý projekt v roce 1739 realizoval. Kněžně se jeho dílo zalíbilo a v témže roce pro ni vytvořil v Kostelci nad Černými Lesy hlavní oltář kostela sv. Andělů strážných společně se dvěma vedlejšími oltáři a kazatelnou. Sochy světců potvrzují jeho autorství stylem, jakým sochy pojímal. Andělé ještě nesou znaky z dob, kdy tvořil u Donnera. U těchto zakázek začal nacházet své výtvarné vyjádření. Zařadil se mezi umělce, kteří spojují klasiku a barokní nazírání v sochařské tvorbě.

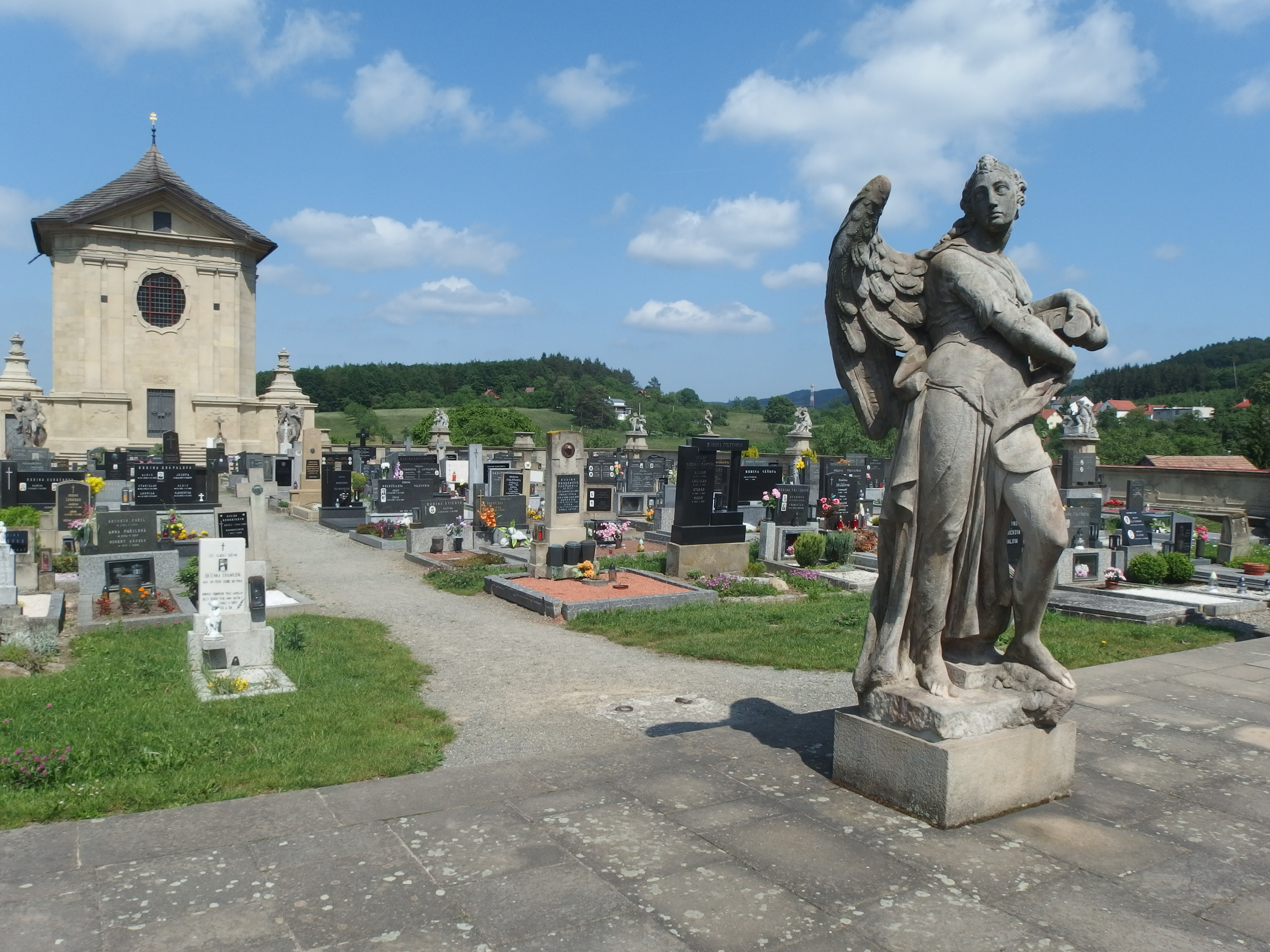
Hřbitov ve Střílkách

	Starý kostel ve Střílkách byl velmi chatrný, a proto jej nechal majitel panství Amand Antonín Petřvaldský roku 1728 zbořit. Plány na nový kostel doložil Mořic Grimm. Součástí projektu měla být i pohřební kaple s hrobkou. Amand poté nechal projekt přepracovat u architekta olomouckých biskupů Ignáce J. Cyraniho z Bolleshausu na velkolepý memoriální hřbitovní areál se samostatnou kaplí. Zřejmě na konci 30. nebo na počátku 40. let 18. století byl k projektu přizván Gottfried Fritsch se svoji dílnou, který pro hřbitov pracoval až do své smrti. K dnešnímu dni můžeme říct, že s ním pravděpodobně spolupracovali jeho bratři Kašpar a Jindřich a sochaři Blažej Sturm a Václav Solnický. 
	Po smrti Amanda Antonína se projekt zastavil a osazení jednotlivých soch v původním rozvržení nikdy nedošlo. Dlouhý čas bylo množství soch (hovoří se až o počtu před padesát kusů) deponováno na zámku. V 19. století, za dalších majitelů stříleckého zámku Küenburgů byl hřbitov v redukované podobě dokončen, tak jak ho známe nyní. Zbylé sochy byly poté roztroušeny po panství (Oplocany, Troubky nebo Tovačov). Ze zachované výzdoby na místě vynikají štíhlé postavy smutečních andělů s protáhlými krky a dekorativní vázy s výpravnými biblickými reliéfy. Kvalitní je i socha sv. Amanda, která se nyní nachází na hřbitově v Troubkách. Byla jistým díkem šlechtici za poznání umění ve Florencii, Římě a za praxi u mistra Georga R. Donnera.
V roce 1741 přijal zakázku ve Vídni v kostele paulánů, jednalo se o práci na bočním oltáři se sochou Boha Otce. Následně mu byla ale práce ve štuku ve Vídni, kvůli sporu s místními řemeslníky zakázána. Ucházel se i o práci na výzdobě chrámu sv. Petra a Pavla v Brně, ale byl odkázán na pozdější dobu, patrně z důvodu nedostatku financí.

## Práce v Holešově

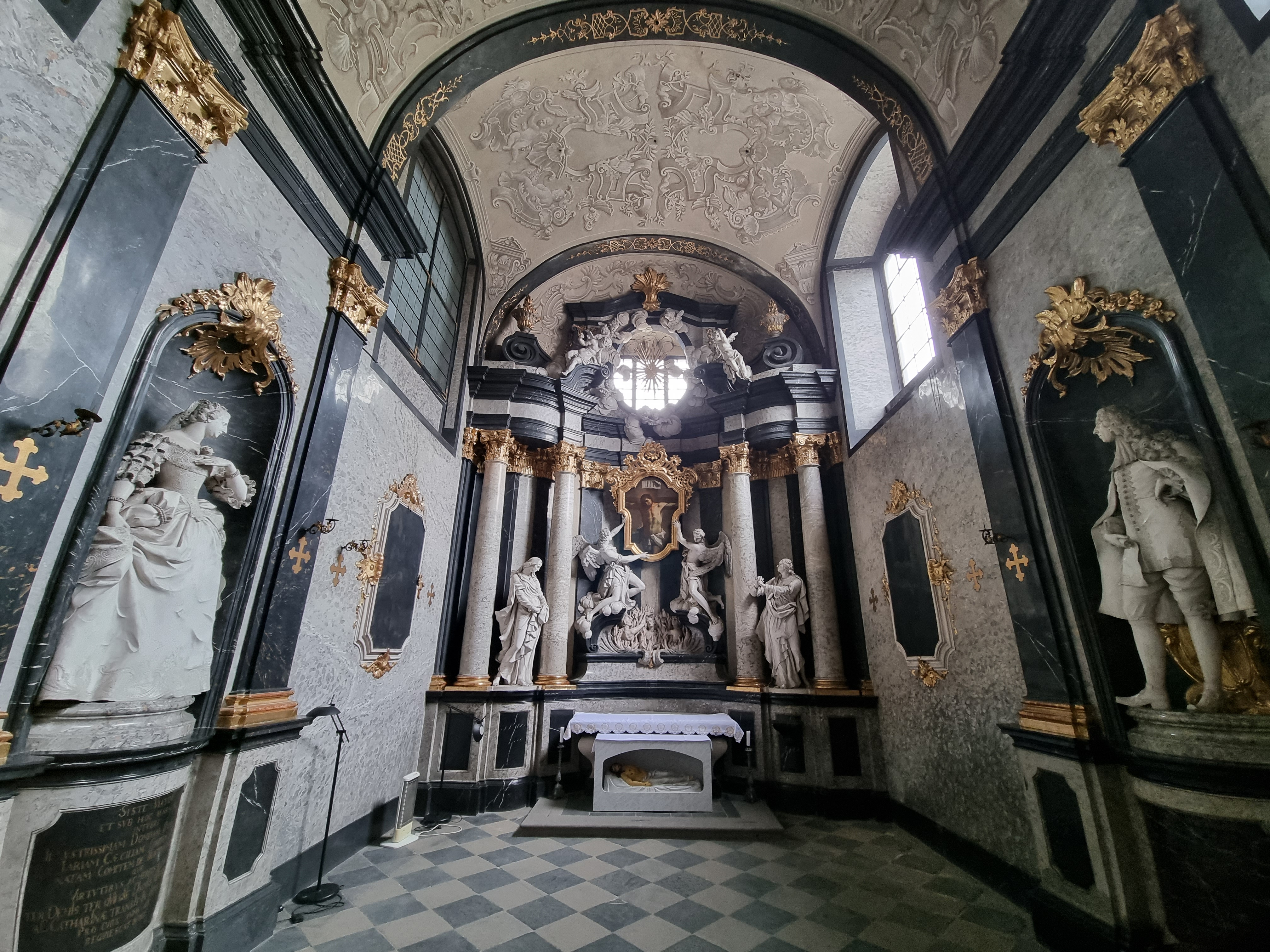
Černá kaple v Holešově

Ve 2. polovině 40. let 18. století začala jeho dílna pracovat v Holešově na výzdobě tzv. Černé kaple ve farním kostele Nanebevzetí Panny Marie. Objednavatelem byl hrabě František Antonín z Rottalu (1690–1762). Ten tuto kapli nechal zbudovat jako hrobku pro sebe a svoji ženu Marii Cecílii z Trautmannsdorfu. Při vchodu do kaple je vpravo na stěně oltář Smrtelných úzkostí Krista na Olivetské hoře. Reliéf působí divadelně, není komponován v prostoru. Příklady tohoto nalézáme i u Donnera: reliéfy Kristus a Samaritánka či Hagar v poušti (1738–1739, oba ve sbírkách Österreichische Galerie ve Vídni). Naproti se nachází oltář Utrpení Krista s dušemi v očistci. Před tímto oltářem jsou sloupy s volutami a akantem, a v jejich popředí jsou sochy Panny Marie a sv. Jana Evangelisty. Uprostřed drží dva andělé obraz ukřižovaného Krista v pozlaceném rámu. Místní historiograf Ignác Chambrez zde v 19. století viděl obraz, který přiřadil k Tizianově škole, ale současný obraz pochází až z doby kolem roku 1784 a je připsaný malíři Františku A. Palkovi.
	Při přímém pohledu na oltář je po levé straně socha zmiňované Marie Cecílie, pod touto sochou je latinský nápis a v překladu zní:
| „ | Zastav se, poutníče, a pohleď pod tímto mramorem na nejvznešenější paní Marii Cecílii, hraběnku z Rottalu, rozenou z Trautmannsdorfu, která ctnostmi a zásluhami plná žila 47 let a na Kateřinu odešla do nebeské říše. Vyprošuj její duši, ať odpočívá v pokoji. | “ |

	Naproti ní je již zmiňovaný donátor celé kaple František Antonín Rottal. Opět pod sebou má nápis:
	
| „ | Na věčnou památku nejsvětějšího utrpení Páně zbudoval hrobku zbožně v Pánu zesnulé nejjasnější rodiny Rottalů nejjasnější pán, pan František Antonín jeho milost hrabě Rottal plným titulem. Tyto oltáře posvěcené křížem vybudoval, aby zde po jeho smrti uložil své údy, za něž by zde byla každodenně Bohu přinášena nekrvavá oběť. Ty jim také vyprošuj věčné odpočinutí. | “ |

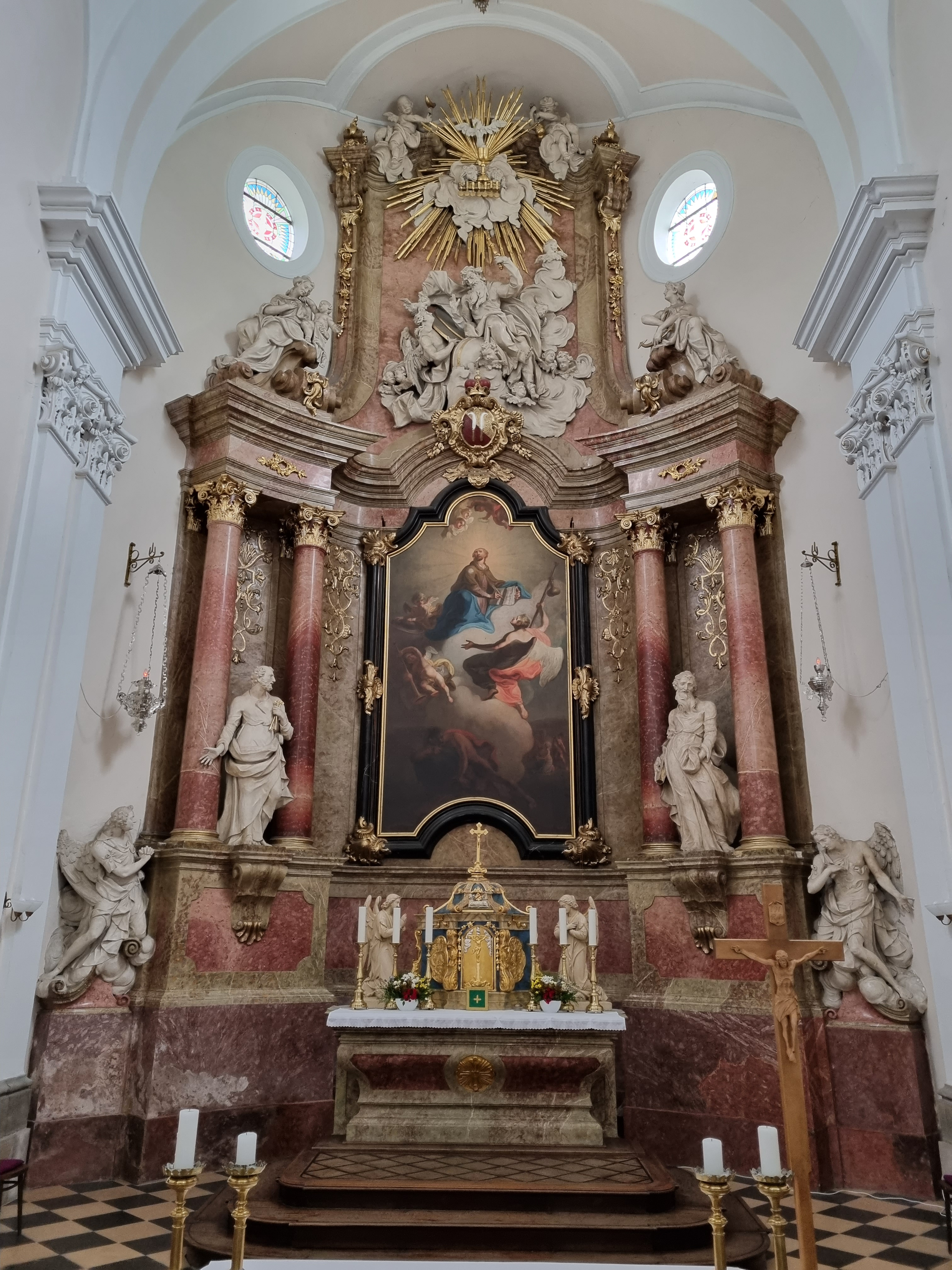
Hlavní oltář farního kostela v Lipníku nad Bečvou

	Celá kaple byla dokončena roku 1748. Téhož roku pokračoval Fritsch v kostele v Určicích. Zde realizoval kazatelnu. Ta nese motiv Kázání sv. Jana Křtitele. Reliéf je velice kvalitně proveden, podobná kompozice se nachází na kazatelně katedrály v Gurku od Donnera.
	Další práce, která byla v Holešově realizována, se nachází v prostorách zámku. Jedná se o oltář Panny Marie Immaculaty, situovaný do zámecké kaple, která vyšší šlechtě a Rottalům sloužila k rozjímání a menším bohoslužbám. Na pravé straně se nachází Fitschova socha sv. Jana Sarkandra a na levé straně pak sv. Jana Nepomuckého. Celý oltář je vytvořen z červeného mramoru, zda se jedná o imitaci, to bohužel prameny neuvádějí. Nad oltářním obrazem je umístěn alianční erb pána holešovského zámku Františka A. z Rottalu a jeho manželky Marie C. z Trautmannsdorfu. Erb lemují dva andílci a na vrcholu celého oltáře je instalován pozlacený kříž.
	Pokračování jeho práce můžeme sledovat nadále ve farním kostele Lipníku nad Bečvou. Nachází se zde sochy sv. Petra a sv. Pavla a andělé po obou stranách hlavního oltáře. Jeho dílo je patrné také z důvodu provedení postoje andělů a úpravou draperie. Sochy oltářního nástavce byly nahrazeny při barokizaci kostela roku 1766 sochařem Václavem Böhmem.

## Konec života
Z roku 1748 se dochovala smlouva, která jej zavazovala k rozsáhlé práci pro proboštský poutní kostel v Dubu nad Moravou. Zde měl vytvořit ze štuku 11 andílků, 17 hlaviček andílků a 7 postav světců, které měly být v nadživotní velikosti pro výzdobu oltáře. Skici a návrhy vytvářel ve velkém počtu. Bohužel realizaci nemohl provést. Při pracích ve velkých, studených a prašných kostelech si přivodil těžkou nemoc a nadále zakázkou pověřil Františka Kohla, který byl jeho nejbližším spolupracovníkem a žákem Donnerovým.
Sochař zemřel 6. října 1750 a je pohřben v kryptě kostela sv. Václava v Tovačově, kde jsou pohřbeni ještě jeho dva bratři – Heinrich (1702–1750) a Caspar (1699–1765).

## Seznam děl
- (1736) – oltář Panny Marie z Regensburgu – bývalý trinitářský kostel sv. Jana z Mathy, Bratislava
- (1737) – hlavní oltář, kostel milosrdných bratří Navštívení Panny Marie, Bratislava
- (1739) – hlavní oltář, boční oltáře sv. Jáchyma a sv. Anny, kazatelna, kostel Andělů Strážných, Kostelec nad Černými lesy
- (1739) – hlavní oltář, paulánský kostel Narození Panny Marie, Vranov u Brna
- (40. léta 18. století) – díla pro hřbitov, Střílky
  - soubor puttů s nástroji Kristova utrpení a alegoriemi na pilířích ohradní zdi
  - trojice smutečních andělů se štíty
  - vázy s reliéfy po stranách kaple a na vstupním schodišti
  - socha sv. Amanda, hřbitov, Troubky
  - socha sv. Floriána, Oplocany
  - socha sv. Václava, zámecký park, Tovačov
  - sochy sv. Cyrila a sv. Metoděje, kostel sv. Václava, Tovačov
- (40. léta 18. století) – dvě dvojice puttů, zámecký park, balustráda, Buchlovice ?
- (40. léta 18. století) – socha sv. Judy Tadeáše, Němčice nad Hanou ?
- (40. léta 18. století) – kašna se sochou Neptuna, zámecké nádvoří, Střílky ?
- (40. léta 18. století) – socha sv. Valentina, Kostelec na Hané ?
- (40. léta 18. století) – sochy sv. Anny s Pannou Marií a sv. Šebestián, hřbitov, Tovačov ?
- (1741) – nástavec bočního oltáře, paulánský kostel sv. Andělů Strážných, Vídeň
- (2. polovina 40. let. 18. století) – oltář zámecká kaple, Holešov
- (2. polovina 40. let. 18. století) – kašna s putti jako alegorie soutoku Moravy a Bečvy, zámecký park, Tovačov
- (2. polovina 40. let. 18. století) – socha sv. Valentina, Vrchoslavice
- (1747) – sochy sv. Floriána a sv. Vendelína, náměstí, Kojetín
- (1747–1748) – sochařská výzdoba tzv. Černé kaple, kostel Nanebevzetí Panny Marie, Holešov
- (1748) – kazatelna, kostel sv. Jana Křtitele, Určice
- (kolem 1748) – boční oltáře sv. Jana Nepomuckého a sv. Barbory, kostel Nanebevzetí Panny Marie, Kojetín
- (1749–1750) – sochy sv. Petra, sv. Pavla a dva adorující andělé, kostel sv. Jakuba Většího, Lipník nad Bečvou
- (1748–1750) – sochařská výzdoba oltářů, poutní kostel Očišťování Panny Marie, Dub nad Moravou (dokončené podle návrhů Františkem Kohlem Ondřejem Zahnerem)

## Galerie

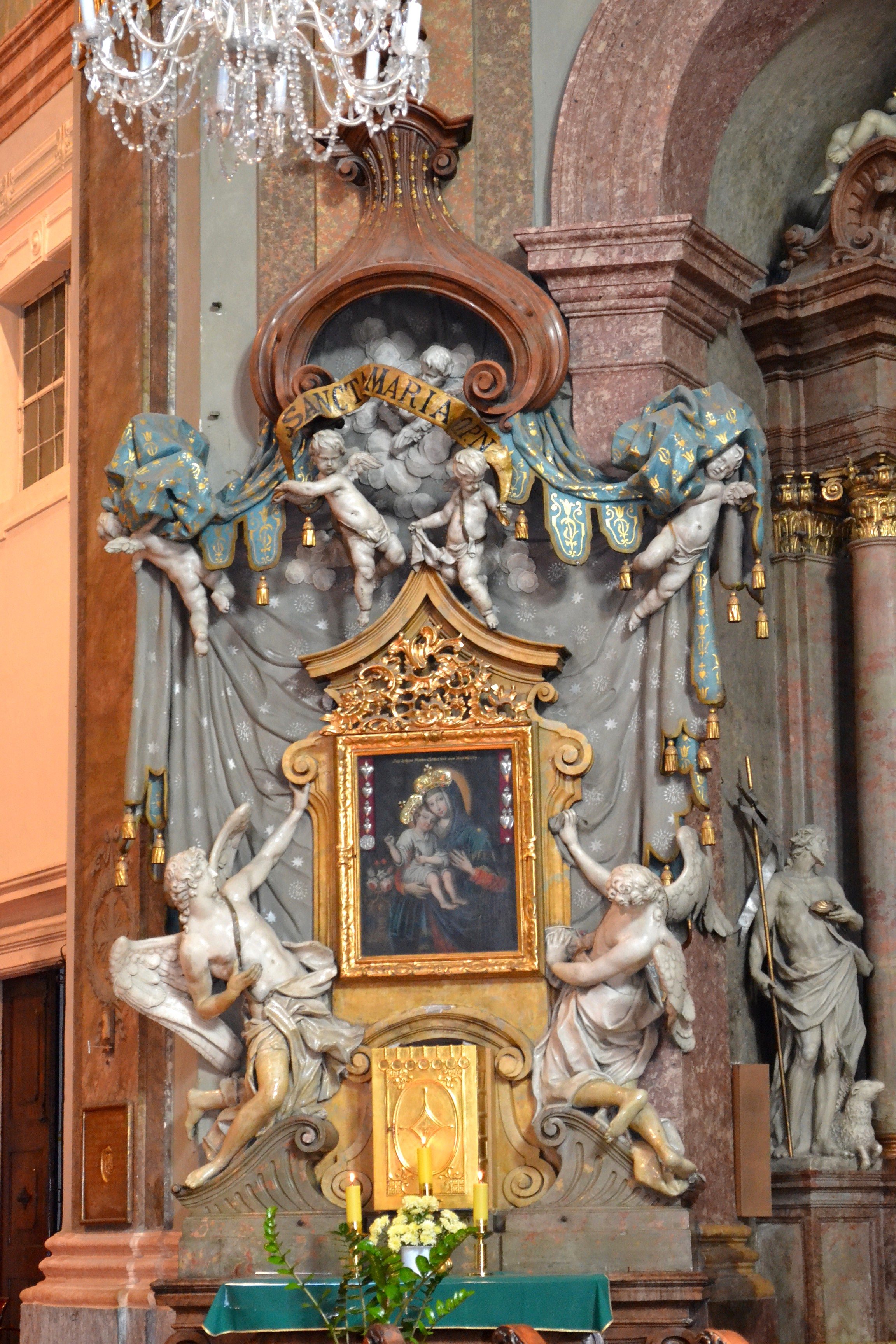
Oltář v kostele trinitářů v Bratislavě
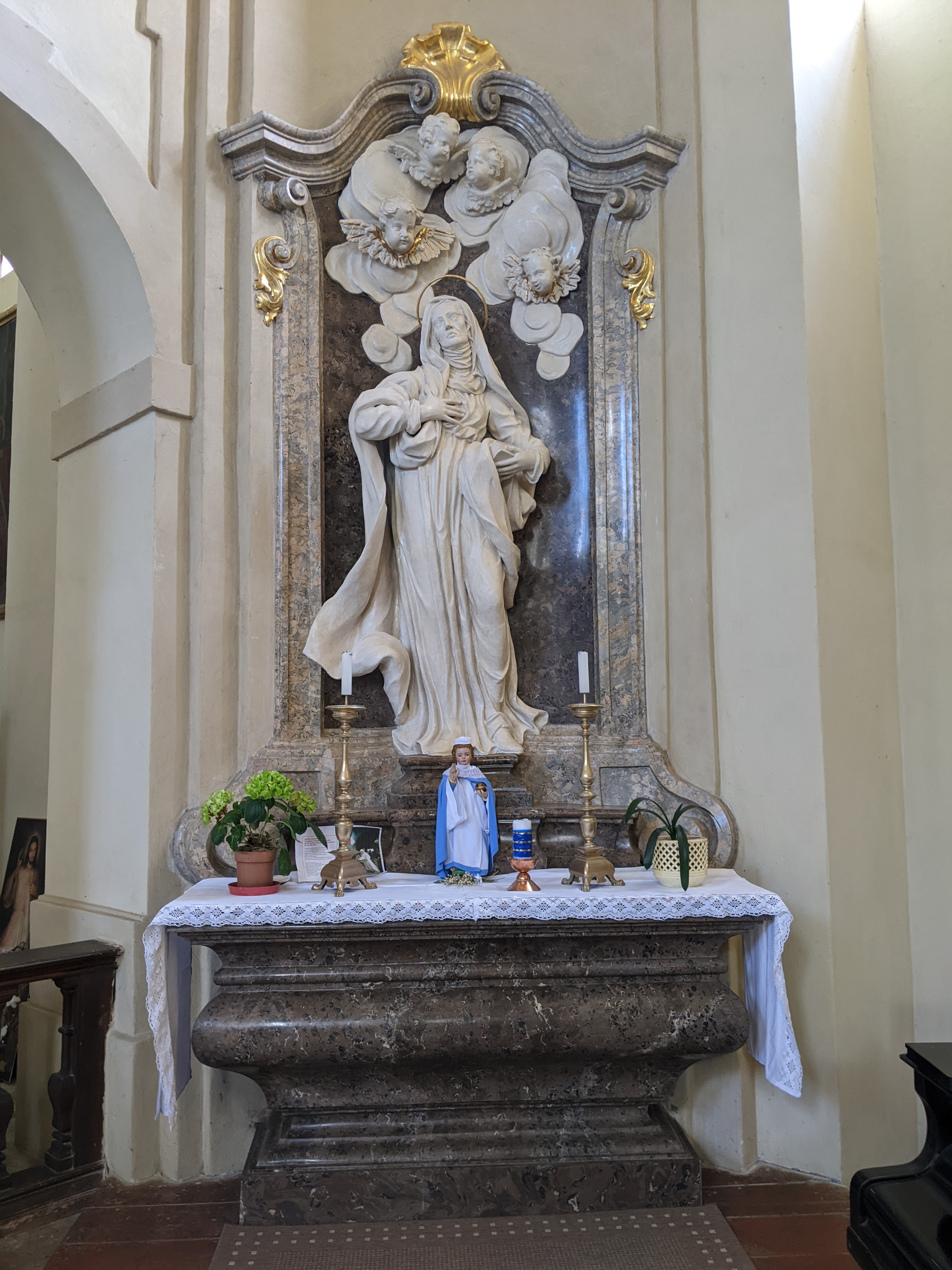
Oltář sv. Anny v Kostelci nad Černými lesy
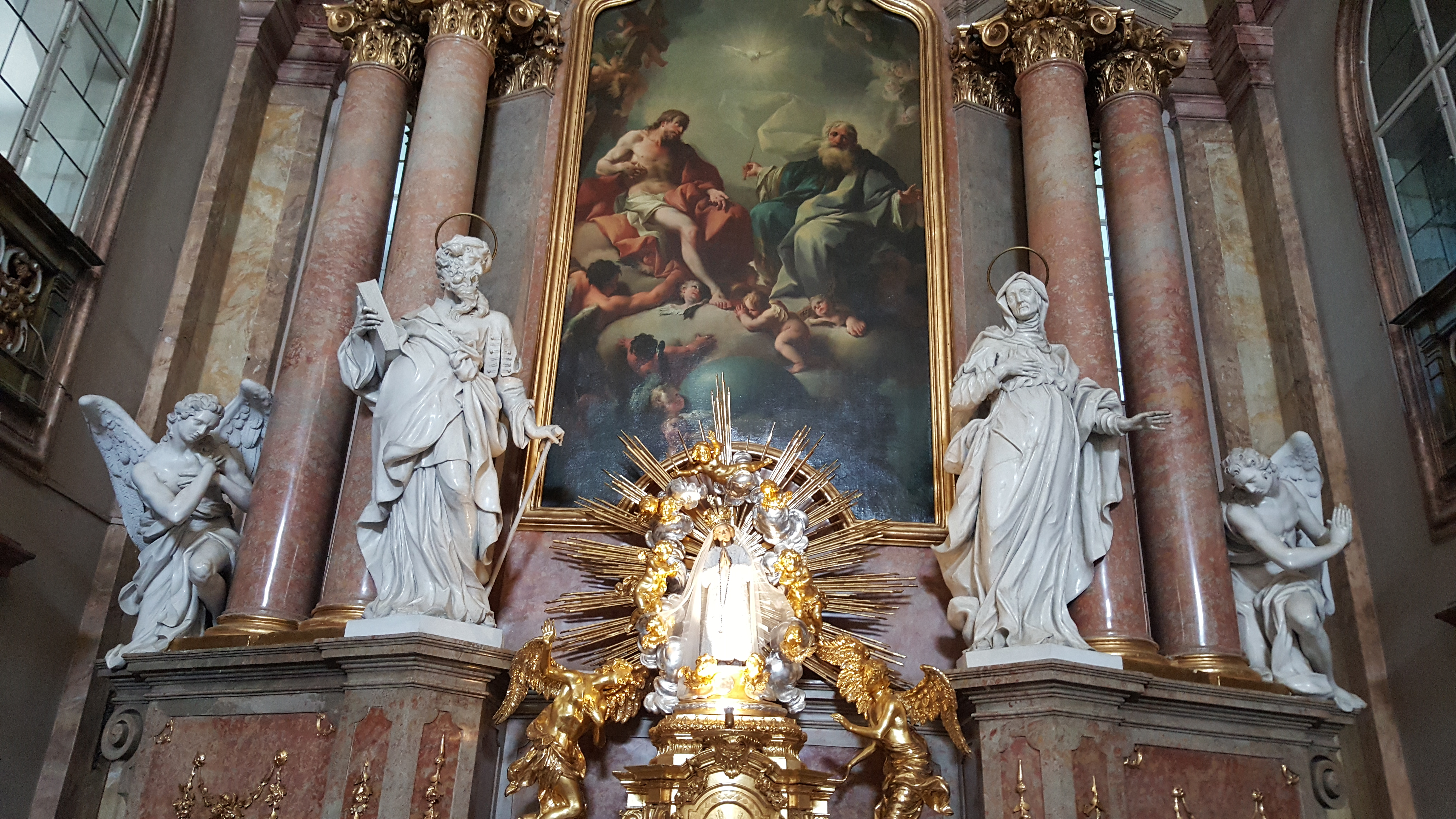
Sochy na hlavním oltáři kostela ve Vranově
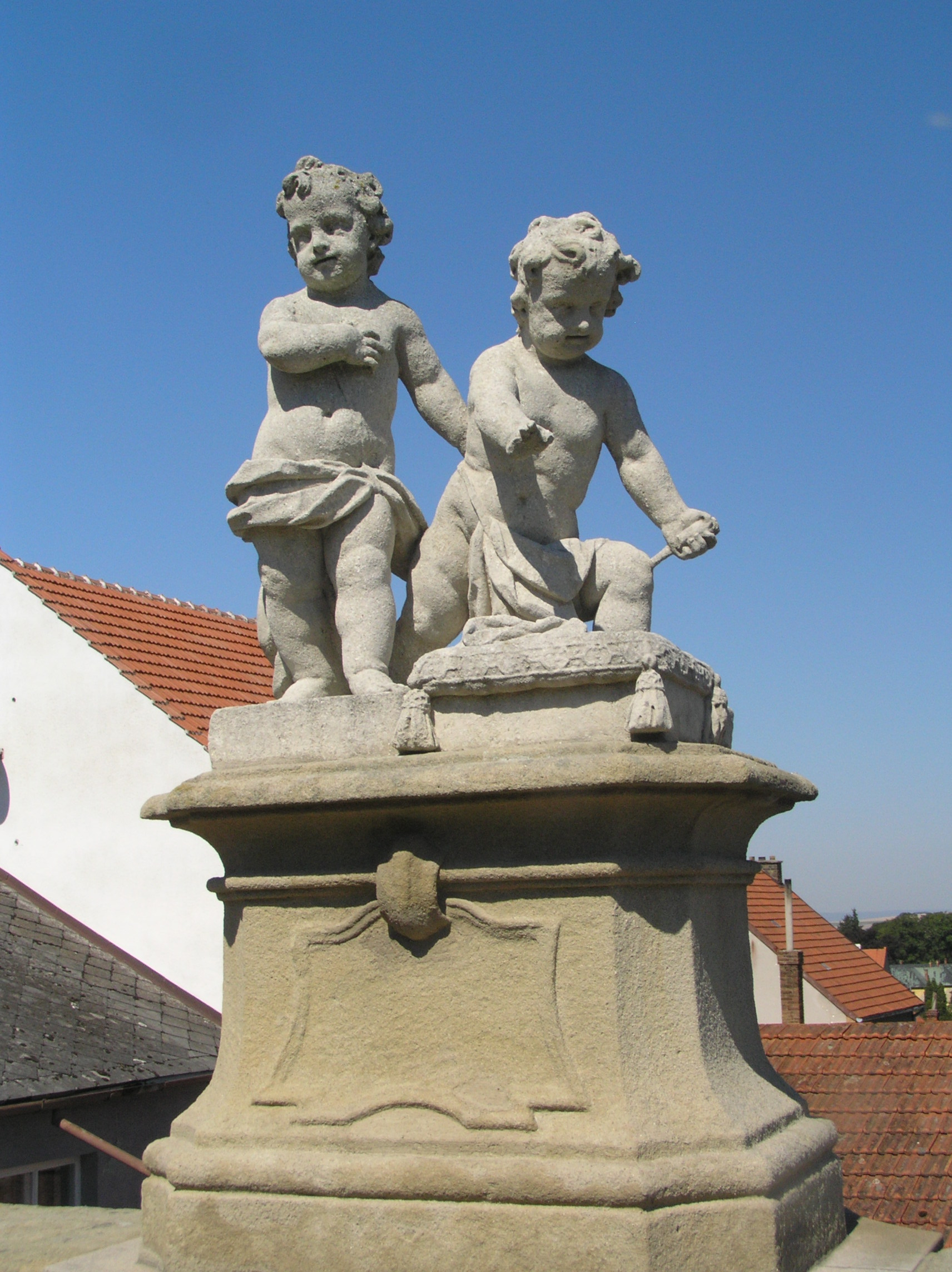
Sochy puttů na hřbitově ve Střílkách
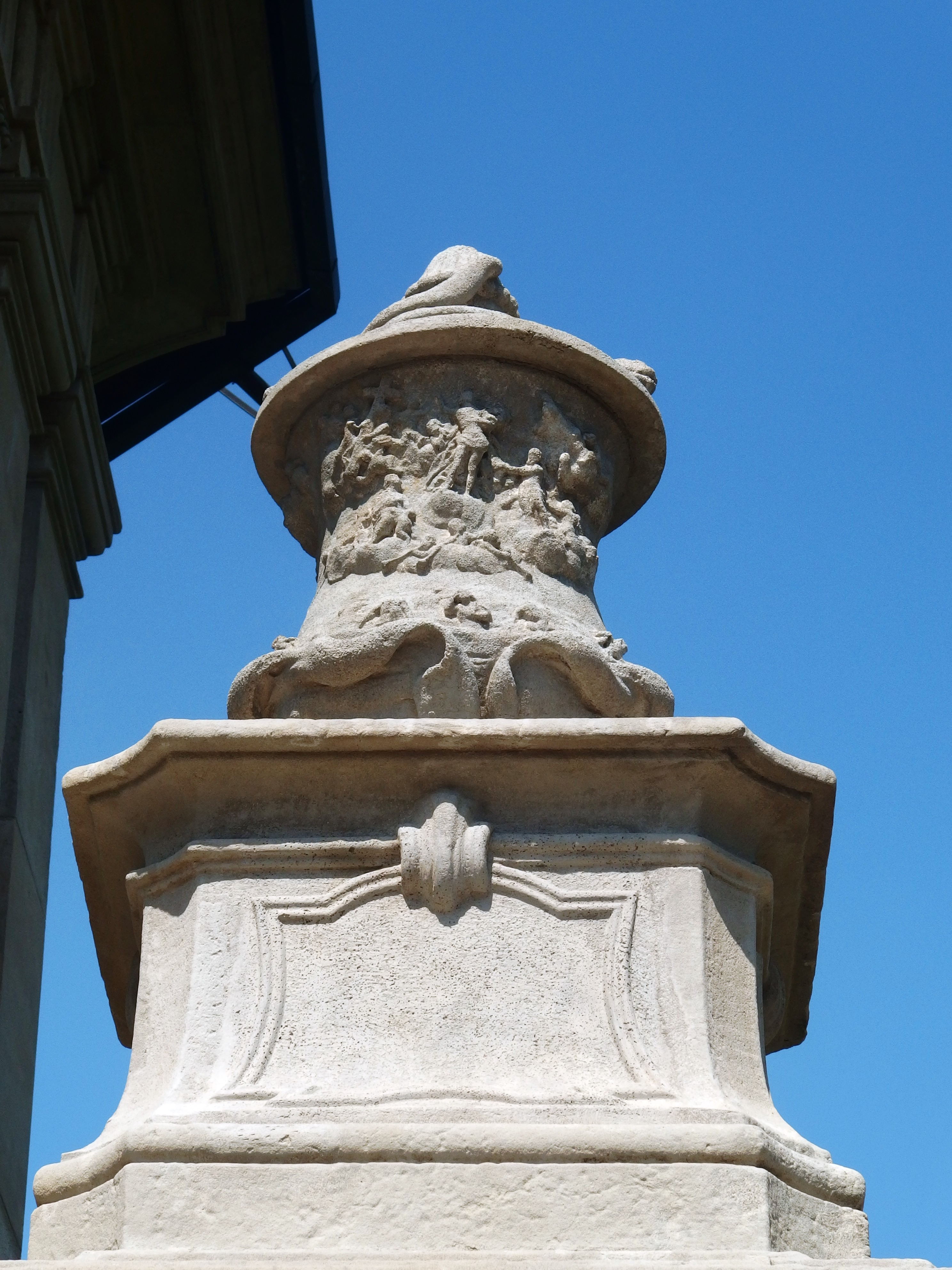
Váza Poslední soud na hřbitově ve Střílkách
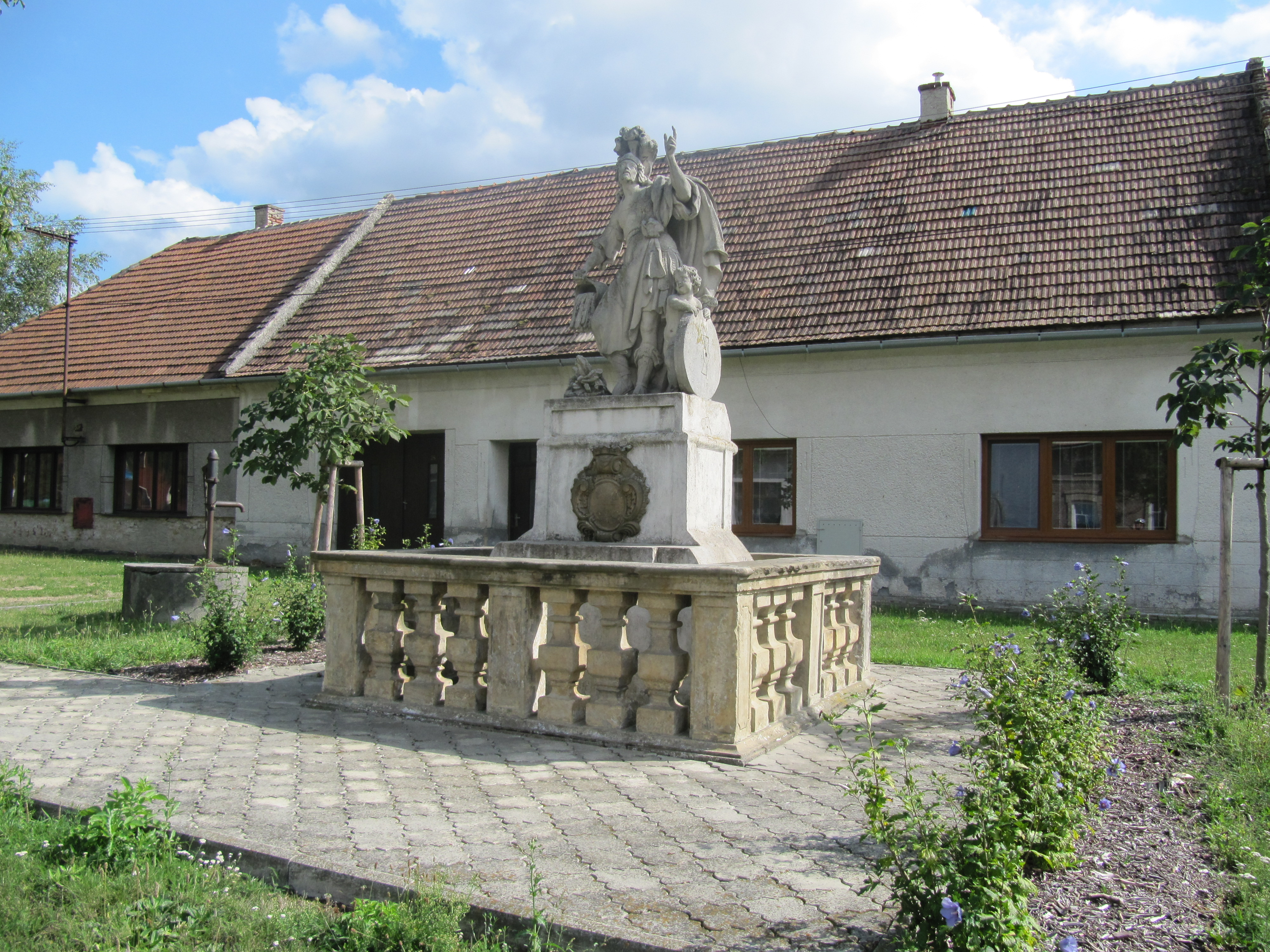
Socha sv. Floriána v Oplocanech
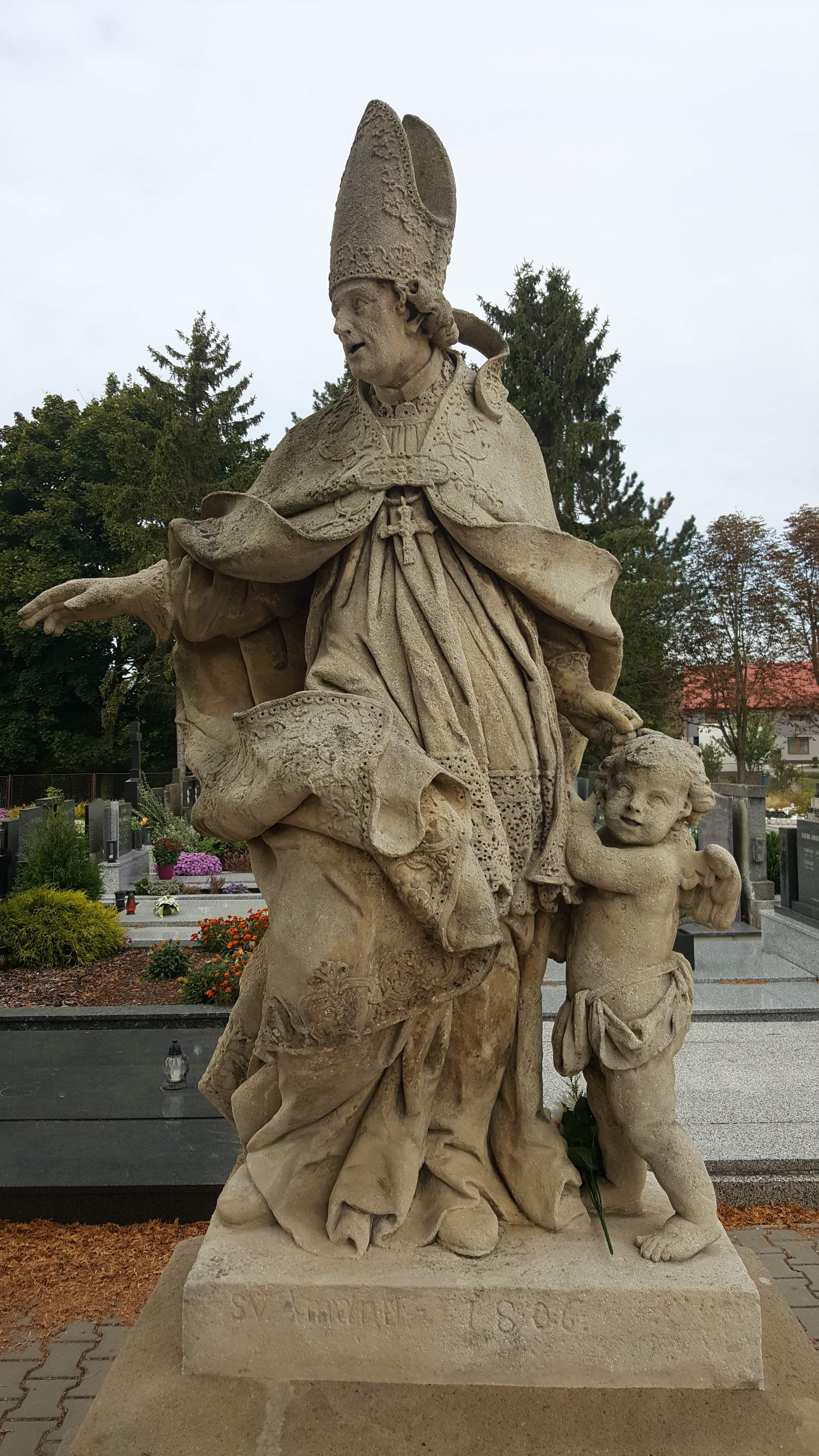
Socha sv. Amanda v Troubkách
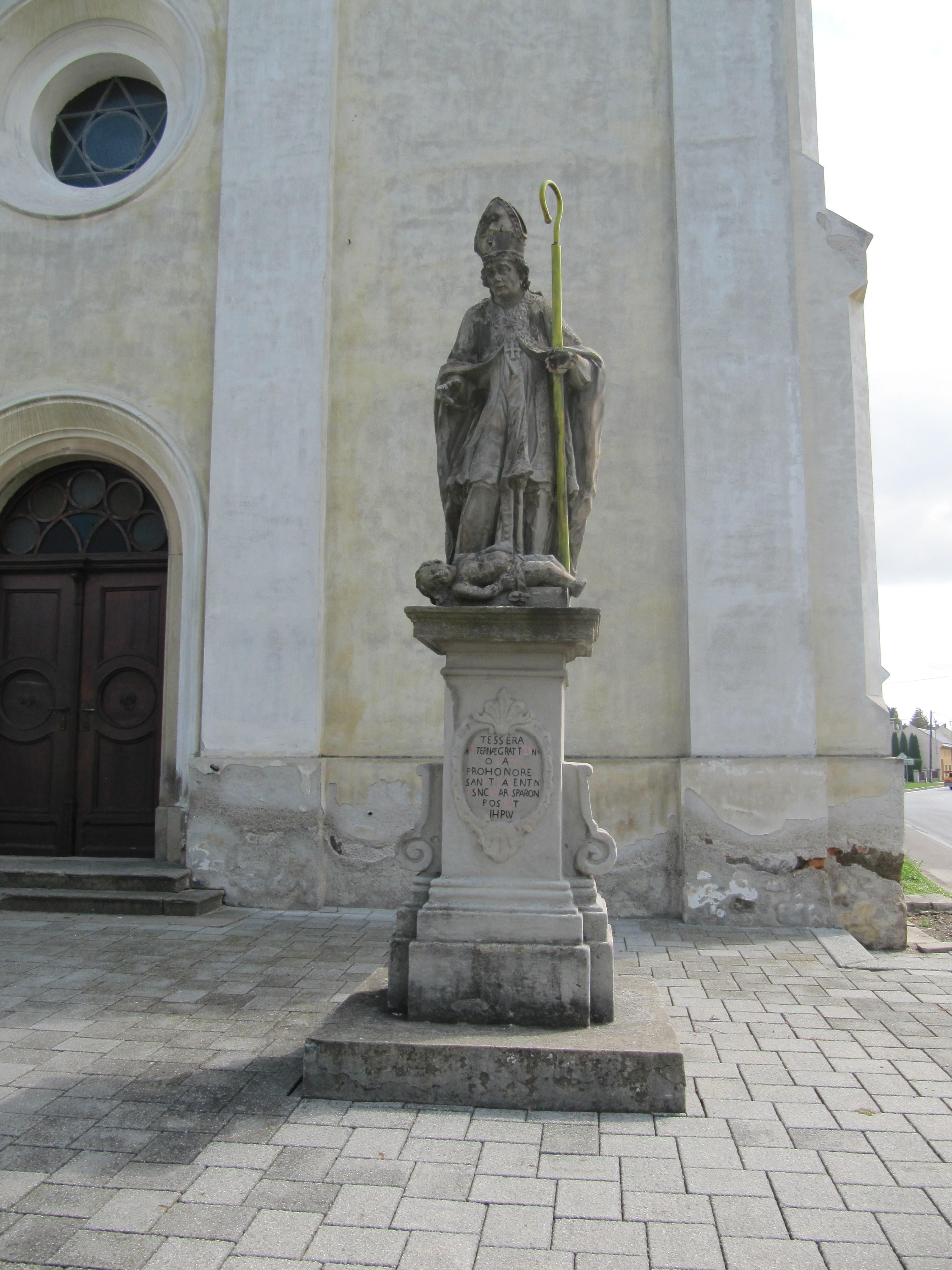
Socha sv. Valentina ve Vrchoslavicích
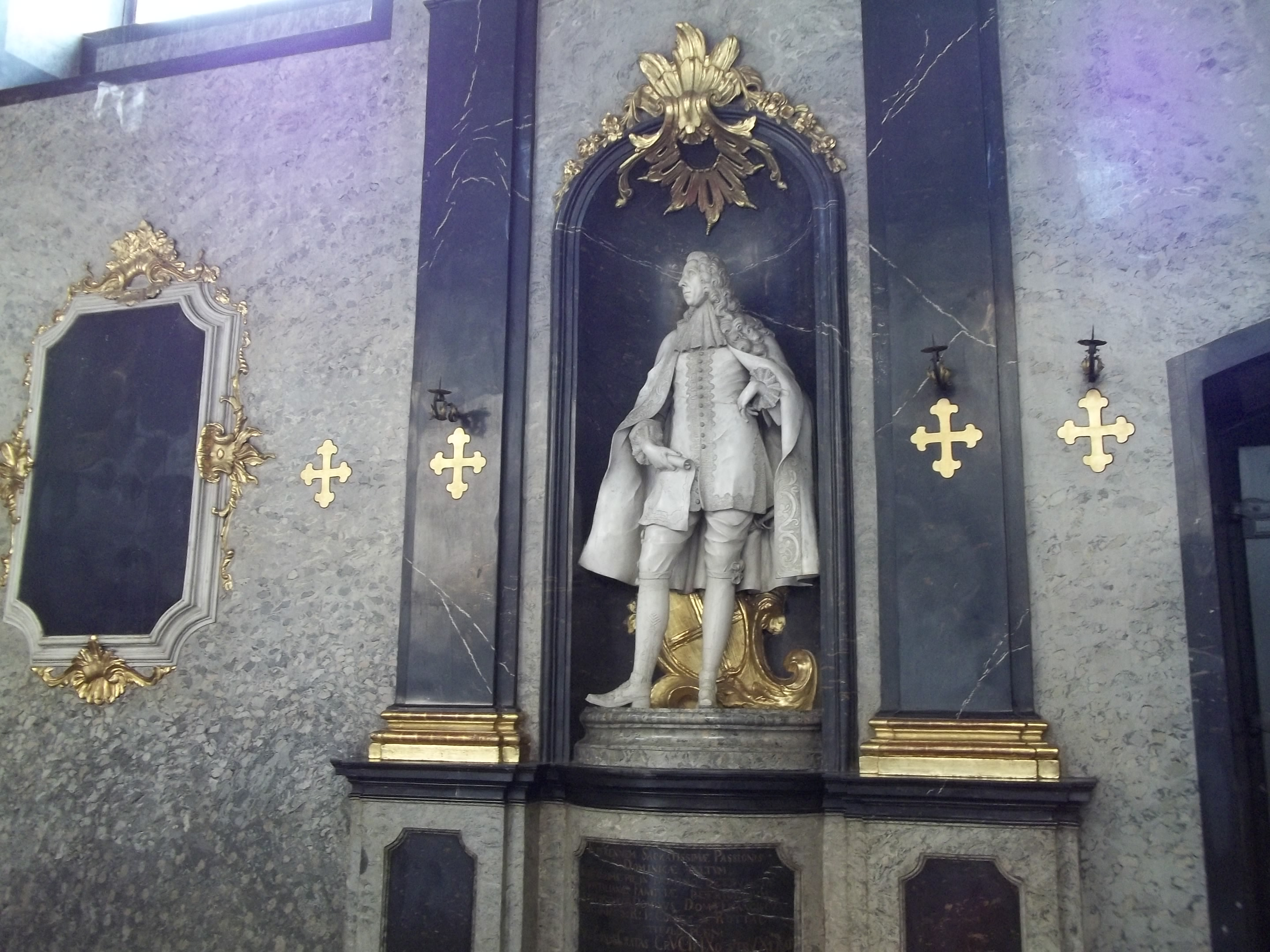
Socha Františka A. z Rottalu v holešovské kapli
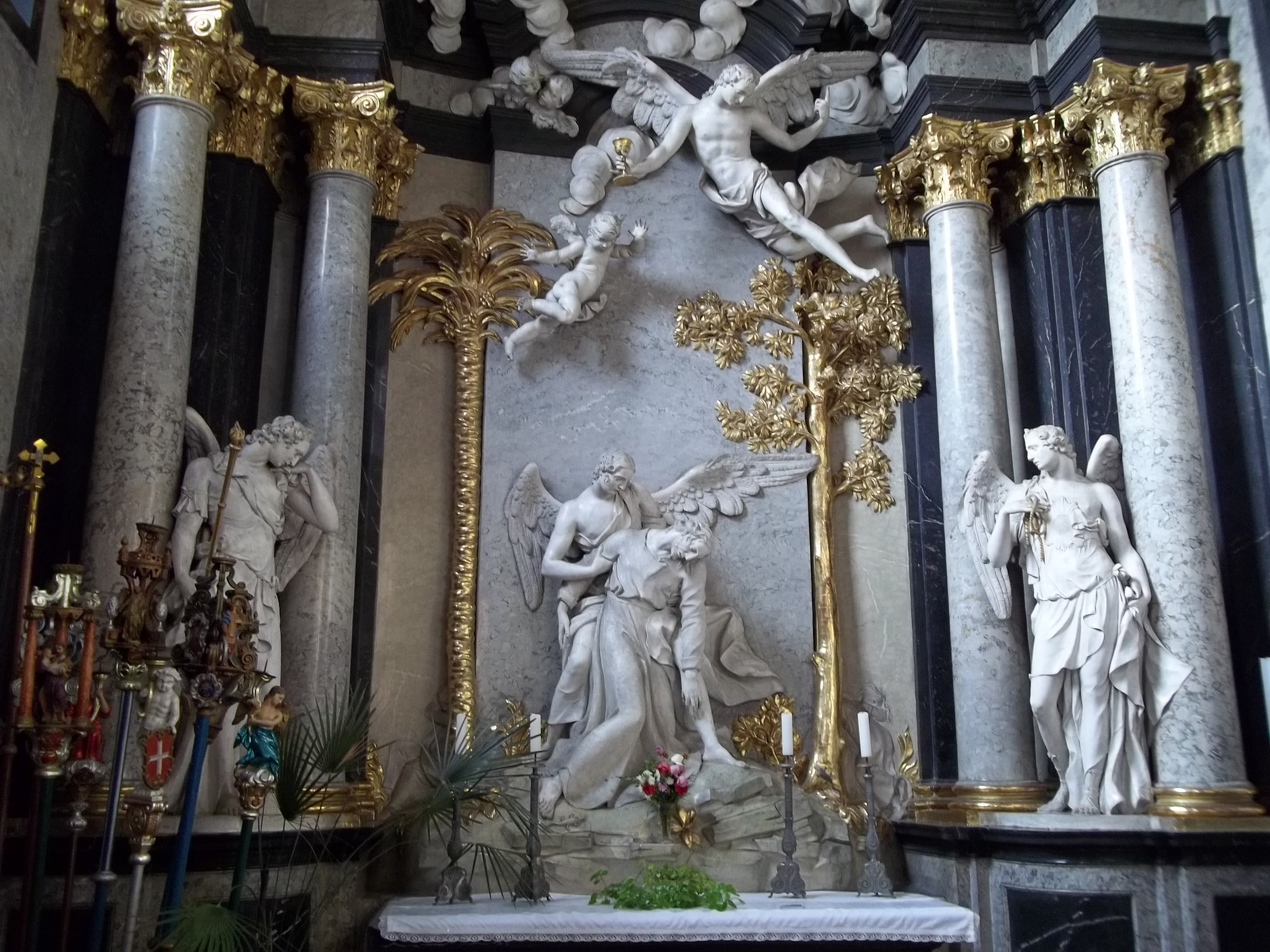
Oltář Smrtelných úzkostí Krista v Černé kapli v Holešově